# ATP de Buenos Aires de 2013
A ATP de Buenos Aires de 2013 foi um torneio de tênis masculino disputado em quadras de saibro na cidade de Buenos Aires, na Argentina. Esta foi a 16ª edição do evento. 

## Distribuição de pontos
| Evento  | V   | F   | SF | QF | Segunda rodada | Primeira rodada | Q  | Q3 | Q2 | Q1 |
| Simples | 250 | 150 | 90 | 45 | 20             | 0               | 12 | 6  | 0  | 0  |
| Duplas  | 250 | 150 | 90 | 45 | 0              | —               | —  | —  | —  | —  |

## Chave de simples

### Cabeças de chave
| País | Jogador            | Rank1 | Cabeça |
| ---- | ------------------ | ----- | ------ |
| ESP  | David Ferrer       | 4     | 1      |
| ESP  | Nicolás Almagro    | 11    | 2      |
| SUI  | Stanislas Wawrinka | 17    | 3      |
| BRA  | Thomaz Bellucci    | 35    | 4      |
| ARG  | Horacio Zeballos   | 43    | 5      |
| ITA  | Fabio Fognini      | 44    | 6      |
| ESP  | Pablo Andújar      | 46    | 7      |
| ESP  | Albert Ramos       | 52    | 8      |

- 1 Rankings como em 11 de fevereiro de 2013

### Outros participantes
Os seguintes jogadores receberam convites para a chave de simples:
- Federico Delbonis
- Diego Schwartzman
- Agustín Velotti

Os seguintes jogadores entraram na chave de simples através do qualificatório:
- Facundo Argüello
- Gastão Elias
- Dušan Lajović
- Julian Reister

O seguinte jogador entrou na chave de simples como lucky loser:
- Marco Trungelliti

### Desistências
Antes do torneio
- Jan Hájek
- Blaž Kavčič
- Ruben Ramirez-Hidalgo (lesão no tornozelo direito)
- Guillaume Rufin
- Adrian Ungur

Durante o torneio
- Facundo Argüello (lesão abdominal)

## Chave de duplas

### Cabeças de chave
| País | Jogador           | País | Jogador          | Rank1 | Cabeça |
| ---- | ----------------- | ---- | ---------------- | ----- | ------ |
| CZE  | František Čermák  | SVK  | Michal Mertiňák  | 80    | 1      |
| ITA  | Daniele Bracciali | CZE  | Lukáš Dlouhý     | 84    | 2      |
| AUT  | Oliver Marach     | ARG  | Horacio Zeballos | 125   | 3      |
| GER  | Dustin Brown      | GER  | Christopher Kas  | 128   | 4      |

- 1 Rankings como em 11 de fevereiro de 2013

### Outros participantes
As seguintes parcerias receberam convites para a chave de duplas:
- Martín Alund /  Guido Pella
- Renzo Olivo /  Marco Trungelliti

### Desistências
Durante o torneio
- Guillermo García-López (lombalgia)

## Campeões

### Simples
- David Ferrer venceu  Stanislas Wawrinka, 6–4, 3–6, 6–1

### Duplas
- Simone Bolelli /  Fabio Fognini venceram  Nicholas Monroe /  Simon Stadler, 6–3, 6–2